# Rhomphaea ornatissima
Rhomphaea ornatissima är en spindelart som först beskrevs av Sarah Creecie Dyal 1935.  Rhomphaea ornatissima ingår i släktet Rhomphaea och familjen klotspindlar. Inga underarter finns listade i Catalogue of Life.